# Ramón Lista megye
Ramón Lista egy megye Argentína északi részén, Formosa tartományban. Székhelye General Mosconi.

## Népesség
A megye népessége a közelmúltban a következőképpen változott:
| Év   | Lakosság |
| ---- | -------- |
| 2001 | 10 781   |
| 2010 | 13 754   |